# معبد شائولین (فیلم ۱۹۸۲)
معبد شائولین (انگلیسی: Shaolin Temple) فیلمی در ژانر اکشن و رزمی است که در سال ۱۹۸۲ منتشر شد. از بازیگران آن می‌توان به جت لی اشاره کرد.